# João Canano
João Canano (em grego:  Ἰωάννης Κανανός; em latim: Ioannes Cananus) foi um historiador bizantino que viveu durante a primeira metade do século XV.

## Biografia
Ele escreveu um relato sobre o cerco fracassado de Constantinopla pelo Império Otomano sob o sultão Murade II em 1422. Canano atribuiu a sobrevivência da capital bizantina à milagrosa intervenção da Teótoco. O relato difere da história, contada na mesma época, por João Anagnosta, que descreveu o saque de Tessalônica por Murade em 1430, principalmente por causa da frequente polêmica religiosa de Canano e sua disposição em se utilizar do grego vernacular ao invés do aticismo de Anagnosta e Miguel Critóbolo. O uso do grego por estes dois, "artificial ao extremo", tinha como intenção um "imitação dos clássicos", um ideal que já vinha sendo "o princípio que governava todos os escritores que buscavam um bom estilo não somente sob o Império Romano, mas até o final do período bizantino.".

## Láscaris Canano
João Canano é às vezes identificado como sendo Láscaris Canano, que viajou pela Escandinávia e Islândia em 1439. Láscaris relatou a cunhagem de moedas em Estocolmo e em Bergen, a subordinação da Suécia e da Noruega ao rei da Dinamarca, a residência do rei da Dinamarca em Kupanava (Copenhagem), a supervisão das cidades de Riga e Revel, na Livônia, pelo arcebispo e Grande Mestre da Ordem entre outras coisas. Em sua descrição da viagem para a Islândia, Láscaris Canano identificou esta ilha com Thule e chamou seus habitantes de ictiófago (ichthyophagus - "comedores de peixe"). Este viajante bizantino visitou - através do Venedicos Kolpos (Mar Báltico) - Noruega, Suécia, Livônia, Prússia, Pomerânia, Eslésvico, Dinamarca e a Grã-Bretanha, de onde ele partiu para a Islândia.

## Edições
João Canano
- Edição em grego com tradução latina, publicada com a obra de Jorge Frantzes no Corpus Scriptorum Historiae Byzantinae, 1838, p. 457-479. (Immanuel Bekker, ed.), disponível online.
- Edição em grego com tradução latina de Leão Alácio, publicada na Patrologia Graeca (vol. CLVI). (Migne, J.P., ed.), disponível online.

Láscaris Canano
- Tradução para o russo a partir do alemão: Georg Jakob. Arabische Berichte von Gesandten an germanische Furstenhofe aus dem 9. und 10[ligação inativa]. Jahrhundert. Berlin 1927, pp. 46–47.
- Tradução para o russo: А. А. Васильев. Ласкарь Канан, византийский путешественник XV века по Северной Европе и в Исландию. Харьков, 1914. pp. 3–8.
- Tradução para inglês: Lundström, Vilhelm (ed.) (1902) Laskaris Kananos. Reseanteckningar från de nordiska länderna. Utgifna och kommenterade av Vilh. Lundström. Upsala; Leipzig: Lundequist (Smärre Byzantinska skrifter; 1). Original em alemão.